# Juglans racemiformis
Juglans racemiformis är en valnötsväxtart som beskrevs av Tujcz. Juglans racemiformis ingår i släktet valnötter, och familjen valnötsväxter. Inga underarter finns listade i Catalogue of Life.